# Chłopi (film 2023)
Chłopi – polski animowany dramat filmowy z 2023 roku w reżyserii Doroty Kobieli (DK Welchman) i Hugh Welchmana.
Film jest trzecią (po wersjach z 1922 i 1973 roku) pełnometrażową adaptacją powieści Władysława Reymonta pod tym samym tytułem. Tak jak pierwowzór, film ukazuje cykl życia wiejskiego pod koniec XIX wieku. Chłopi są filmem wykonanym tą samą metodą animacji, co Twój Vincent (2017) w reżyserii tego samego duetu – sfilmowane wcześniej kadry zostały następnie pomalowane farbami olejnymi na kolejnych płótnach, a potem zmontowane jako animowany film malarski.
Film Chłopi został uhonorowany czterema nagrodami na Festiwalu Polskich Filmów Fabularnych, w tym Nagrodą Specjalną Jury oraz Nagrodą Publiczności. Zdobył też Orła za najlepszą muzykę filmową autorstwa Łukasza Rostkowskiego (L.U.C.) i Nagrodę Publiczności na rozdaniu Polskich Nagród Filmowych, a także został zgłoszony jako polski kandydat do rywalizacji o Oscara dla najlepszego pełnometrażowego filmu międzynarodowego, lecz nie zdobył nominacji. O ile w Polsce przeważały pozytywne recenzje, odbiór w krajach anglojęzycznych był mieszany. Kontrowersje budziły kwestie zastosowanej metody animacji malarskiej oraz feministycznego przesłania dzieła.

## Fabuła
Film, podobnie jak powieść Reymonta, jest podzielony na cztery części odpowiadające czterem porom roku. Akcja toczy się na przełomie XIX i XX wieku, w ciągu jednego roku we wsi Lipce.
- Jesień. Urodziwa, aczkolwiek skromna młoda chłopka Jagna Paczesiówna, mająca talent do tworzenia wycinanek[4], jest zakochana w Antku Borynie, synu najzamożniejszego chłopa we wsi, Macieja Boryny. Antek ma jednak żonę Hankę, która boleśnie znosi awanse męża do Jagny[5]. Na dodatek Maciej Boryna, wdowiec poszukujący nowej małżonki, decyduje się związać z Jagną i przepisać jej sześć mórg ziemi w posagu[6]. Antek i Hanka z dezaprobatą przyjmują decyzję ojca[7]; po bójce Antka z Maciejem nestor rodziny każe synowi i jego żonie wynieść się z gospodarstwa[8].
- Zima. Jagna, mimo że zamężna z Maciejem Boryną, nadal ukradkiem wdaje się w romans z wygnanym Antkiem[5]. Maciej wielokrotnie przyłapuje żonę na schadzce ze swoim synem. Na dodatek Maciejowi kłopotów przysparza decyzja dworu ziemiańskiego, by wyciąć lasy należące do chłopów. Maciej skrzykuje mężczyzn ze wsi do odwetu na ziemianach. Podczas zaciętej walki z ziemiańskimi wysłannikami Maciej zostaje poważnie ranny, za co Antek brutalnie mści się na krzywdzicielu ojca. Walki przerywa wtargnięcie rosyjskich oddziałów pacyfikacyjnych, które aresztują wielu chłopów z Lipiec, w tym Antka[7]. Tymczasem Jagna, posądzana o sprowadzenie nieszczęścia na wieś, zmaga się z narastającą izolacją[8].
- Wiosna. Maciej, leżąc ranny na łożu, przekazuje ukradkiem Hance schowane pieniądze na potrzeby zapewnienia wyżywienia jej rodziny. Tymczasem Jagna otrzymuje od wójta Piotra propozycję pomocy w uwolnieniu Antka z aresztu; wójt jednak wykorzystuje jej sytuację, upijając ją i nieskutecznie próbując ją zgwałcić. Pewnego dnia Maciej Boryna instynktownie wstaje z łoża, aby obsiać swe pole, lecz w trakcie siewu umiera[9]. Z aresztu wraca Antek, który przejmuje majątek ojca – po powrocie po raz ostatni spotyka się z Jagną, lecz w wyniku kłótni podczas schadzki dziewczyna zostaje zgwałcona przez byłego już kochanka[8].
- Lato. Jagna, mając już we wsi opinię kobiety rozwiązłej, odrzuca z przekory propozycję związania się z cieślą Mateuszem. Mieszkańcy Lipiec naradzają się w sprawie Paczesiówny i decydują o tym, żeby ją wypędzić ze wsi. Antek, jako najważniejsza teraz osoba w okolicy, pozwala mieszkańcom dokonać samosądu[10]. Wzburzeni wieśniacy atakują chałupę, w której ukrywa się Jagna, zrywają z niej odzienie i zaprowadzają na kraniec wsi. Tam poniewierają dziewczynę, obrzucają ją glebą i zostawiają nagą w strugach deszczu. Upokorzona Jagna po pewnym czasie wstaje, obmywa twarz w deszczu i rusza przed siebie[8].

## Obsada
Źródło:
- Kamila Urzędowska jako Jagna Paczesiówna
- Robert Gulaczyk jako Antek Boryna
- Mirosław Baka jako Maciej Boryna
- Sonia Mietielica jako Hanka
- Ewa Kasprzyk jako Marcjanna Pacześ Dominikowa
- Cyprian Grabowski jako Witek
- Andrzej Konopka jako Wójt Piotr
- Dorota Stalińska jako Jagustynka
- Cezary Łukaszewicz jako Kowal
- Małgorzata Kożuchowska jako Organiścina
- Mateusz Rusin jako Mateusz
- Sonia Bohosiewicz jako Wójtowa
- Maciej Musiał jako Jasio
- Julia Wieniawa jako Marysia Pastuszka
- Andrzej Mastalerz jako Kuba Socha
- Lech Dyblik jako Jambroży
- Anna Grzeszczak-Hutek jako Magda Kozłowa
- Mateusz Malecki jako Szymek
- Wiesław Owczarek jako chłop

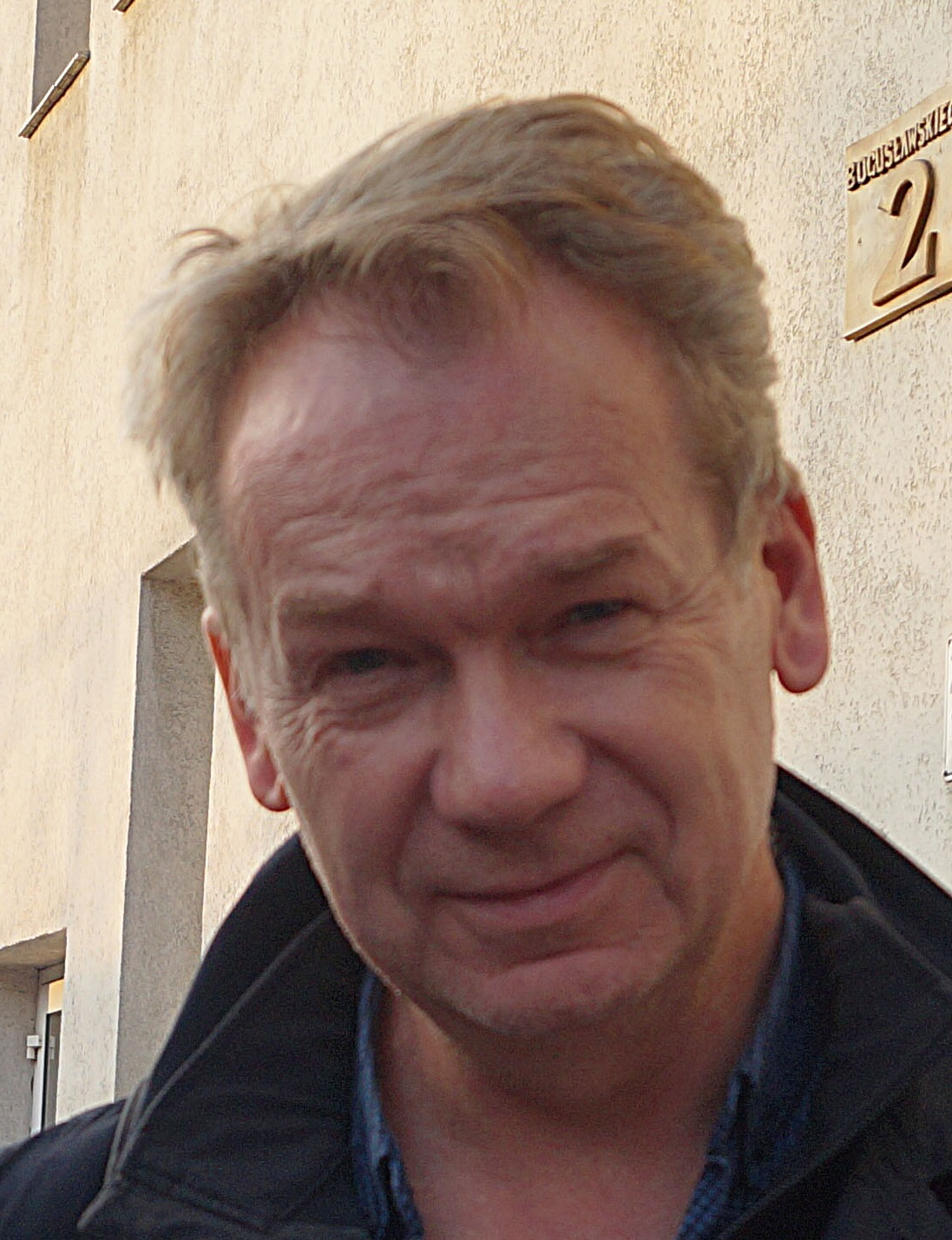
Mirosław Baka (2017)
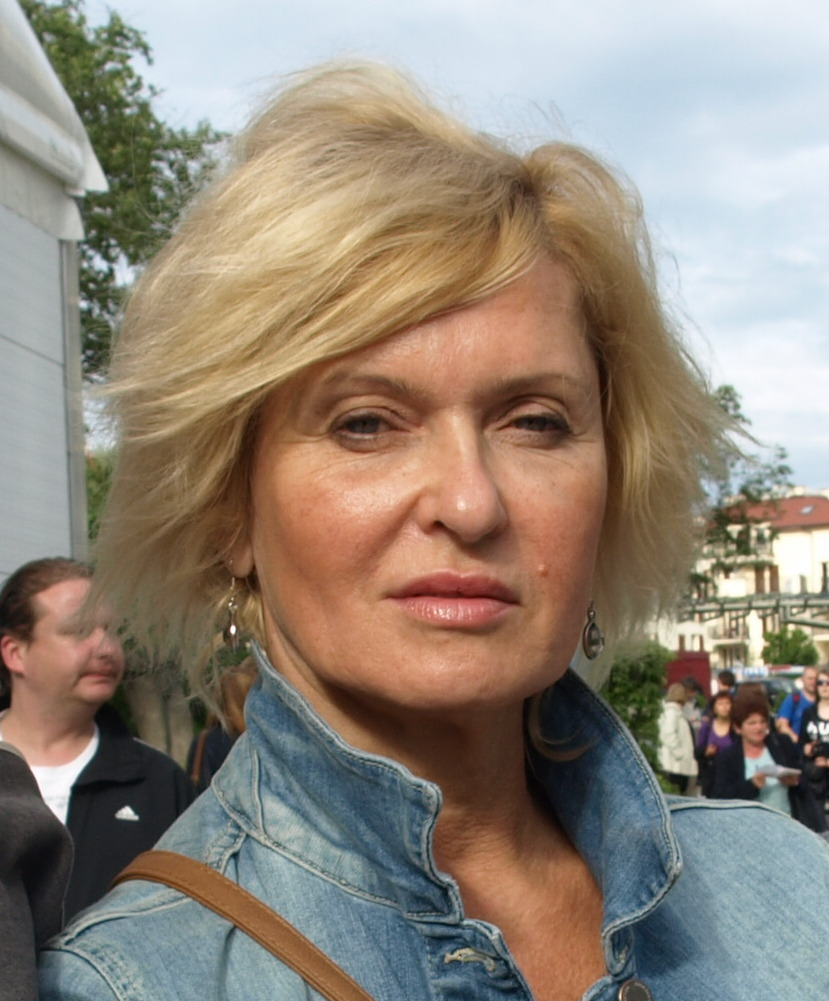
Ewa Kasprzyk (2012)
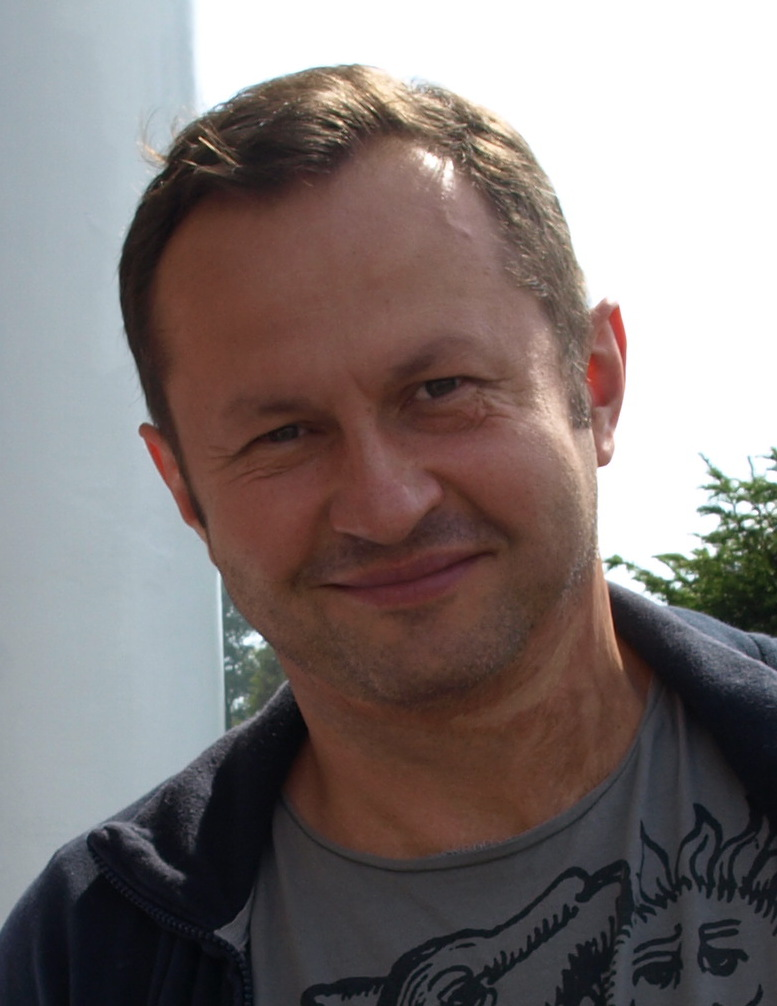
Andrzej Konopka (2012)

## Produkcja

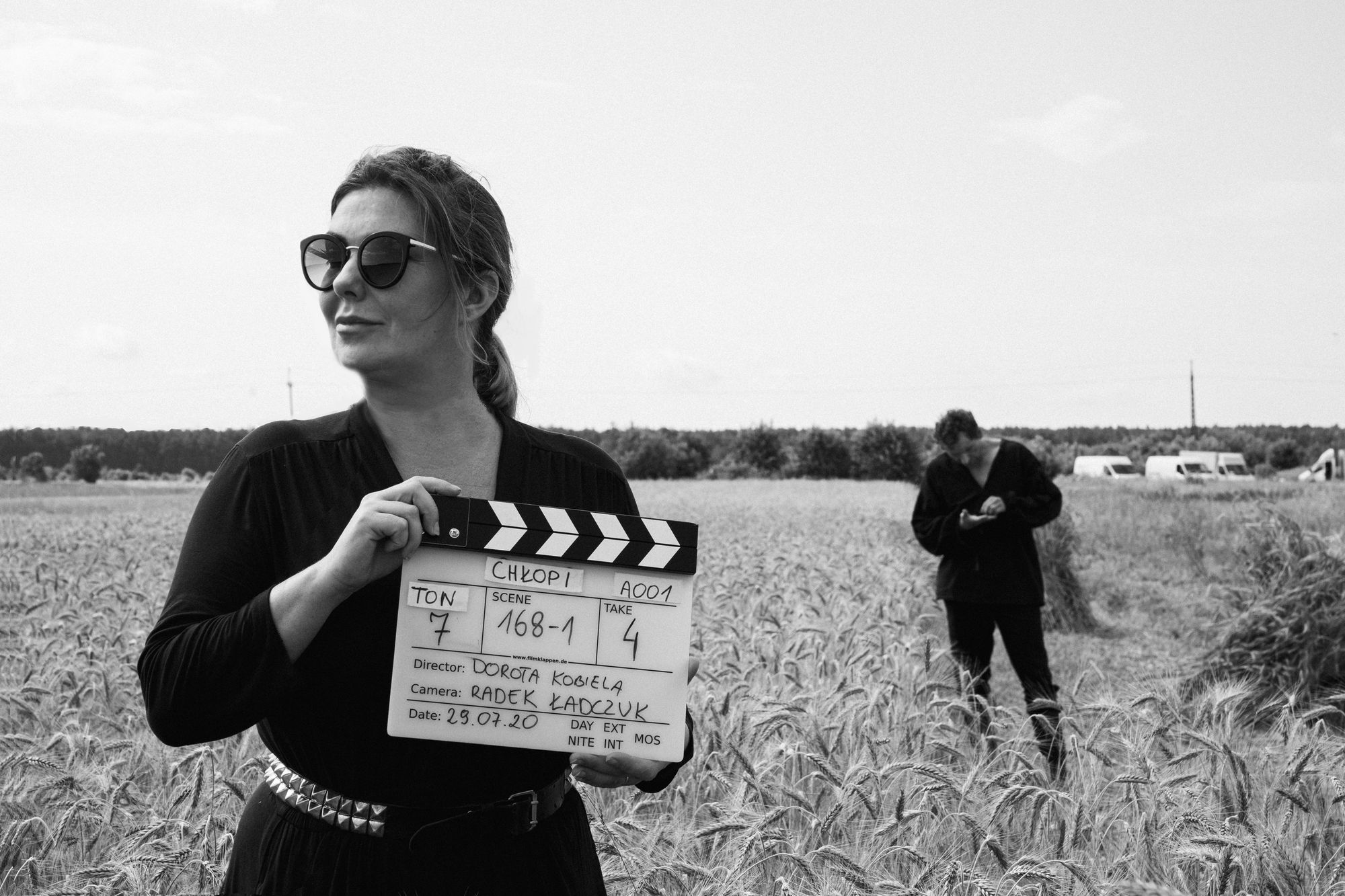
DK Welchman (po lewej) w trakcie okresu zdjęciowego Chłopów

Film Chłopi został wyprodukowany przez studio BreakThru Films, pod kierownictwem brytyjskich filmowców Hugh Welchmana i Seana Bobbitta. Za reżyserię filmu odpowiadali Welchman oraz jego żona, Polka Dorota Kobiela (podpisująca się jako DK Welchman). Welchman i Kobiela przedtem razem pracowali nad wykonanym podobną techniką filmem Twój Vincent (2017). Zasadniczy pomysł polegał na tym, żeby historię z pierwowzoru literackiego Władysława Reymonta przedstawić w formie animacji malarskiej.
Pomysł na animowaną ekranizację Chłopów zrodził się jeszcze podczas prac nad Twoim Vincentem, gdy Kobiela słuchała książki audio z utworem Reymonta. Kobielę ujęła postać stygmatyzowanej Jagny, ponieważ reżyserka też doświadczyła „przemocy mężczyzny”. Obrazy do filmu były najpierw kręcone kamerą, a następnie rzutowane projektorem na płótno, po czym zatrudnieni malarze pieczołowicie malowali kolejne fazy ruchu. Powstałe wówczas sekwencje animowanych płócien zostały zmontowane w formie filmu. Technika przyjęta przez duet Kobiela – Welchman miała przypominać twórczość młodopolskich artystów, np. Józefa Chełmońskiego, Ferdynanda Ruszczyca i Leona Wyczółkowskiego. Barwy zastosowane w filmie pokrywają się z kolejnymi porami roku (wiosna – dominacja zieleni, lato – wyraziste kolory, jesień – brązy, zima – tonacje biała i niebieska). Na potrzeby filmu zatrudniono ponad 100 malarzy z czterech studiów w Polsce, na Litwie, na Ukrainie i w Serbii, którzy wykonali około 80 tysięcy ręcznie malowanych klatek. Łączny budżet filmu wyniósł około 30 milionów złotych.
W rolę Jagny wcieliła się Kamila Urzędowska, dotychczas występująca w takich filmach, jak Jak zostałem gangsterem. Historia prawdziwa (2019) oraz 25 lat niewinności. Sprawa Tomka Komendy (2020). Jak twierdził Bobbitt, Urzędowska miała w sobie „mieszankę dziewczęcej beztroski, seksapilu i zadziorności”, która pasowała do postaci głównej bohaterki. Borynę zagrał Mirosław Baka, natomiast jego syna – Robert Gulaczyk. Wśród odtwórców ról drugoplanowych znaleźli się m.in. Sonia Mietielica, Maciej Musiał i Julia Wieniawa. Za zdjęcia odpowiadali Radosław Ładczuk, Kamil Polak i Szymon Kuriata. Kostiumy przygotowała Katarzyna Lewińska.

## Rozpowszechnianie
Pierwszy zwiastun koncepcyjny Chłopów ukazał się w sierpniu 2020 roku. Premiera filmu Kobieli i Welchmana była początkowo zaplanowana na rok 2022. Pierwszy teaser do filmu został jednak udostępniony widzom dopiero w czerwcu 2023 roku. We wrześniu 2023 roku ukazał się oficjalny zwiastun filmu; premierę Chłopów w polskich kinach zaplanowano na 13 października 2023 roku. W międzyczasie film został zaprezentowany w obiegu festiwalowym. Światowa premiera Chłopów odbyła się we wrześniu 2023 roku na Międzynarodowym Festiwalu Filmowym w Toronto, gdzie publiczność przyjęła film entuzjastycznie. 19 września 2023 roku utwór zadebiutował w Polsce na Festiwalu Polskich Filmów Fabularnych.

## Ścieżka dźwiękowa
Muzykę do Chłopów opracował polski kompozytor i producent muzyczny Łukasz Rostkowski (L.U.C.), który wystylizował ścieżkę muzyczną na rytmy słowiańskie i ludowe. 27 października 2023 w serwisach strumieniowych pojawił się album ze ścieżką dźwiękową do filmu, nagraną przez Rostkowskiego i RB Film Orchestrę z solistkami Marią Pomianowską i Karoliną Skrzyńską. W Polsce dystrybutorem wydawnictwa jest wytwórnia Agora, natomiast poza granicami kraju album został wydany przez Milan Records. 3 listopada 2023 ukazała się również wersja fizyczna tego albumu. W październiku 2024 album uzyskał certyfikat dwukrotnie platynowej płyty.
Premierę albumu poprzedził singel „Jesień – tańcuj”, który został wydany 6 października 2023 roku. Utwór ten został nagrany z udziałem Kayah oraz zespołów Dagadana, Laboratorium Pieśni i Tęgie Chłopy. Jego tekst został napisany na podstawie cytatów z Chłopów. Nagranie to osiągnęło 9. miejsce na liście OLiS – single w streamie, notowaniu najpopularniejszych utworów w serwisach strumieniowych w Polsce oraz osiągnęło status dwukrotnie platynowej płyty. 6 listopada ukazał się drugi singel, zatytułowany „Koniec lata”, nagrany z gościnnym udziałem zespołu Kwiat Jabłoni i Beli Komoszyńskiej. 8 grudnia 2023 została wydana piosenka – „Zima – nisko słonko”, nagrany z gościnnym udziałem Julii Wieniawy, Ralpha Kaminskiego, zespołu Lor i Apolonii Nowak. 1 lutego 2024 opublikowana została piosenka „End of Summer” wraz z teledyskiem. Piosenkę nagrała Katie Melua. Jest to anglojęzyczna wersja singlu „Koniec lata”. 11 kwietnia 2024 wydano czwarty i ostatni singel z albumu pt. „Wiosna – sowa na gaju” z gościnnym udziałem aktorki Małgorzaty Kożuchowskiej.

## Odbiór

### Odbiór w Polsce
Polscy krytycy odebrali film przeważnie pozytywnie. Michał Walkiewicz z portalu Filmweb pisał, iż „Reymontowska epopeja została skondensowana w eleganckim, dwugodzinnym poemacie. Ożyła na ekranie dzięki artystycznej odwadze graniczącej z szaleństwem”. Łukasz Maciejewski w recenzji dla portalu Interia chwalił ogół obsady aktorskiej, uznając zwłaszcza kreację Soni Mietielicy jako Hanki za „najciekawszą postać w całym filmie”. Anita Piotrowska w recenzji dla „Tygodnika Powszechnego” chwaliła utwór Kobieli i Welchmana za skupienie się na wątku Jagny i „walki o las”, dzięki czemu główna postać „ogniskuje rozmaite ciemne strony polskiej wsi końca XIX wieku, a jej los rezonuje z dzisiejszym »zwrotem ludowym«, szczególnie w wydaniu kobiecym”. Przemysław Bollin w tekście dla Onetu podkreślał, że Chłopi mają wymowę feministyczną i pokazują, jak ciężkie było życie kobiet w XIX wieku: „Gdyby Jagna żyła dziś, szłaby w Strajku Kobiet. We wsi Lipce była bez szans”. Dawid Smyk z portalu Pełna Sala wyrażał odmienną opinię, twierdząc, iż twórcy Chłopów: „nie próbują […] dopisywać do tekstu Reymonta niczego, czego w nim nie ma, uczynić go bardziej feministycznym w służbie manifestu – wystarczy samo postawienie akcentów na tragizm pewnych wątków i bezwzględność społecznych mechanizmów”. Piotrowska uznawała Chłopów za „kino o wielkiej kinetyce, pulsujące pierwotnymi emocjami”, którego potencjał jednak burzy nazbyt mimetyczna animacja.
Tomasz Raczek ocenił Chłopów znacznie mniej przychylnie, uznając technikę animacji malarskiej za sztuczniejszą niż w Twoim Vincencie i sugerując, że film został poddany obróbce komputerowej. Krytykował też „nijaką” grę Urzędowskiej i innych młodych aktorów. Dorota Kobiela skomentowała zarzuty Raczka jako „oszczercze” i oświadczyła: „Szerzenie takich informacji po tym, kiedy my – twórcy i produkcja filmu opowiedzieliśmy, jak film powstawał, że jest stworzony manualnie, przy użyciu animacji poklatkowej, to jak zarzucanie nam kłamstwa”. Z kolei Agnieszka Graff i Magda Staroszczyk w recenzji dla portalu OKO.press zarzuciły twórcom filmu pominięcie całej „bogatej panoramy społecznej ówczesnej polskiej wsi” i wewnętrznego rozwarstwienia klasy chłopskiej z literackiego pierwowzoru na rzecz estetyzacji krajobrazu wiejskiego. Graff i Staroszczyk kwestionowały też feministyczny przekaz filmu, pisząc, że „z Jagny zrobiono w tym filmie jagnię – istotę pozbawioną sprawczości i mocy – uwiedzioną, niewinnie oskarżoną, wreszcie – sponiewieraną”. O ile u Reymonta Jagna „rozgrywa swą seksualność”, w filmowych Chłopach staje się jedynie „przedmiotem pożądania”. Maciej Kryński z „Krytyki Politycznej” pisał o Chłopach jako „kiczu dla wiecznie aspirującej klasy średniej”, zarzucając twórcom pominięcie najnowszych publikacji historiograficznych z tzw. zwrotu ludowego i skupienie się na powierzchownej lekturze tekstu źródłowego.
Zarzuty wobec filmowych Chłopów dotyczyły również znacznego uproszczenia relacji pomiędzy bohaterami. Przemysław Batorski z Klubu Jagiellońskiego przekonywał, że filmowa Jagna, w powieści rozwiązła i urodziwa „najważniejsza kobieca postać we wsi”, u Kobieli i Welchmana pała miłością tylko do jednego mężczyzny i jest przedstawiona wyłącznie jako ofiara; zamiast na energicznej i dojrzałej postaci Hanki film skupia się na biernej ofierze w osobie Jagny; wreszcie zaś przejawy trudu chłopskiego – „praca ponad siły, głód, bieda, nieustanne zmaganie z naturą” – znalazły się poza orbitą adaptacji filmowej. Dariusz Żółtowski, recenzent „Twórczości”, wskazywał, że film zatraca literackie walory tekstu Reymonta i stanowi raczej luźną wariację niż adaptację. Krytykował również ostatnią scenę, zarzucając jej nieukazanie braku perspektyw Jagny po wywiezieniu z Lipiec. Podsumowywał: „tragiczny los kobiet lepiej oddaje oryginał niż jego adaptacja” i dalej dodawał: „Film Welchmanów to zestetyzowana, uładzona, urzekająca pięknem obrazu i dźwięku opowieść o świętej Jagnie, która ostatecznie obmywa się z patriarchalnej opresji (notabene dokonywanej rękoma kobiet)”. Agnieszka Wiśniewska z „Krytyki Politycznej” zauważyła, że film Kobieli i Welchmana ignoruje też realia dawnego życia kobiet na wsi, opisane w wydanej również w 2023 roku książce Joanny Kuciel-Frydryszak Chłopki. Grzegorz Brzozowski z „Kultury Liberalnej” konkludował, że film zafałszowuje obraz wsi jako targanej wyłącznie „stadnymi instynktami” i odrywa ów obraz od kontekstu społecznego: „w kładącym nacisk na melodramat filmie z horyzontu giną niemal społeczne okoliczności, które wyzwalaniu podobnych instynktów mogły służyć – chociażby ekonomiczne przyczyny bezlitosnej walki sąsiadów o każdą morgę”.

### Odbiór w krajach anglojęzycznych
W krajach anglojęzycznych przeważały mieszane recenzje Chłopów. Na portalu Metacritic średnia ocen z 17 agregowanych recenzji wyniosła 61%, co agregator odczytywał jako „przychylne recenzje”; tymczasem agregator Rotten Tomatoes na podstawie 61% pozytywnych z 61 agregowanych recenzji wyliczył średnią ocen 6,3/10.
Zdaniem Christiana Blauvelta z magazynu „IndieWire” Chłopi sygnalizują nowy kierunek w rozwoju sztuki filmowej: „Film zawsze był żarłocznym medium, łapczywie pochłaniającym aspekty innych sztuk i łączącym je w celu stworzenia czegoś nowego; Chłopi wpisują się w tę tradycję, nie tylko łącząc kino aktorskie i animację, ale także wskazując kierunek ewolucji samego malarstwa na potrzeby kina”. Frank Scheck z magazynu „The Hollywood Reporter” przyznawał, że „melodramatyczna fabuła i rozbudowane charakteryzacje są najmniej przekonującym elementem polskojęzycznej adaptacji filmowej”, ale to właśnie brawurowa metoda realizacji filmu sprawia, „jakbyśmy spacerowali po muzeum sztuki wypełnionym arcydziełami, które żyją własnym życiem”.
Negatywną recenzję Chłopów napisała z kolei Jessica Kiang z „Variety”, przekonując, iż film Kobieli i Welchmana jest pozbawiony emocji i staroświecki, a na dodatek „pełen przestarzałych archetypów i obserwacji ról płciowych, które są tak osadzone w postfeudalnym, wiejskim środowisku z przełomu XIX i XX wieku, że niewiele nowego mają nam do powiedzenia”. Peter Bradshaw z „The Guardiana” był zdegustowany finałem filmu, który interpretował jako „mizoginiczny festiwal nienawiści wobec głównej bohaterki, przypominający trochę Dogville Larsa von Triera lub marsz wstydu Cersei z Gry o tron”.

### Odbiór we Francji
Chłopi wywołali spolaryzowaną reakcję również we Francji. Valérie Beck z czasopisma „Le Figaro” oceniła film pozytywnie, pisząc, iż: „Pomimo powolnej narracji i jej dojmującej surowości, dajemy się wciągnąć, wręcz zahipnotyzować temu naturalistycznemu freskowi osadzonemu w rytmie pór roku”. Renaud Baronian z „Le Parisien” uznawał film za lepszy niż Twój Vincent, dzięki „podnoszącej na duchu, feministycznej narracji i poruszającym obrazom olejnym, które ożywają jak za dotknięciem czarodziejskiej różdżki”. „Le Point” stwierdzał, że „nie sposób nie podziwiać piękna obrazów i technicznej pomysłowości, która leży u ich podstaw”. Josué Morel z „Cahiers du cinéma” zachowywał bardziej wrogi ton wobec Chłopów, argumentując swą ocenę następująco: „z jednej strony zamraża chłopskie obrazy w dość naiwnej poetyce, dalekiej od słonecznej szorstkości Ziemi Zoli, do której film bardzo nawiązuje. Z drugiej strony wygładza szczyty przemocy, tworząc bękarckie «pomiędzy»”.

### Nagrody i nominacje
Po Festiwalu Polskich Filmów Fabularnych film został zgłoszony jako polski kandydat do rywalizacji o Oscara dla najlepszego pełnometrażowego filmu międzynarodowego, jednakże ostatecznie nie otrzymał nominacji.
| Rok  | Plebiscyt/festiwal                       | Nagroda                                            | Odbiorca                                                                          | Wynik     | Źródło        |
| ---- | ---------------------------------------- | -------------------------------------------------- | --------------------------------------------------------------------------------- | --------- | ------------- |
| 2023 | 48. Festiwal Polskich Filmów Fabularnych | Kryształowa Gwiazda Elle                           | Kamila Urzędowska                                                                 | Wygrana   | [ 52 ]        |
| 2023 | 48. Festiwal Polskich Filmów Fabularnych | Chopard Loves Cinema                               | Kamila Urzędowska                                                                 | Wygrana   | [ 52 ]        |
| 2023 | 48. Festiwal Polskich Filmów Fabularnych | Nagroda Publiczności                               | Hugh Welchman DK Welchman                                                         | Wygrana   | [ 52 ]        |
| 2023 | 48. Festiwal Polskich Filmów Fabularnych | Nagroda Specjalna Jury                             | Hugh Welchman DK Welchman                                                         | Wygrana   | [ 52 ]        |
| 2023 | Barć Film Festiwal w Barcinie            | Nagroda Publiczności                               | Hugh Welchman DK Welchman                                                         | Wygrana   | [ 53 ]        |
| 2023 | „Polityka”                               | Paszport „Polityki”                                | DK Welchman                                                                       | Nominacja | [ 54 ]        |
| 2023 | Stowarzyszenie „Kina Polskie”            | Brylantowy Bilet                                   | Hugh Welchman DK Welchman                                                         | Wygrana   | [ 11 ]        |
| 2024 | Bestsellery Empiku 2023                  | Film: Kino polskie                                 | Hugh Welchman DK Welchman                                                         | Wygrana   | [ 55 ] [ 56 ] |
| 2024 | 26. ceremonia wręczenia Orłów            | Najlepsza muzyka filmowa                           | L.U.C.                                                                            | Wygrana   | [ 11 ] [ 57 ] |
| 2024 | 26. ceremonia wręczenia Orłów            | Nagroda Publiczności                               | Hugh Welchman DK Welchman                                                         | Wygrana   | [ 11 ] [ 57 ] |
| 2024 | 26. ceremonia wręczenia Orłów            | Najlepszy film                                     | Hugh Welchman DK Welchman                                                         | Nominacja | [ 11 ] [ 57 ] |
| 2024 | 26. ceremonia wręczenia Orłów            | Najlepsze kostiumy                                 | Katarzyna Lewińska                                                                | Nominacja | [ 11 ] [ 57 ] |
| 2024 | 26. ceremonia wręczenia Orłów            | Najlepszy dźwięk                                   | Michał Jankowski                                                                  | Nominacja | [ 11 ] [ 57 ] |
| 2024 | 26. ceremonia wręczenia Orłów            | Najlepsza główna rola kobieca                      | Kamila Urzędowska                                                                 | Nominacja | [ 11 ] [ 57 ] |
| 2024 | 26. ceremonia wręczenia Orłów            | Najlepsza drugoplanowa rola kobieca                | Ewa Kasprzyk                                                                      | Nominacja | [ 11 ] [ 57 ] |
| 2024 | 26. ceremonia wręczenia Orłów            | Odkrycie roku (muzyka)                             | L.U.C.                                                                            | Nominacja | [ 11 ] [ 57 ] |
| 2024 | 26. ceremonia wręczenia Orłów            | Odkrycie roku (rola)                               | Kamila Urzędowska                                                                 | Nominacja | [ 11 ] [ 57 ] |
| 2024 | O!Lśnienia (Onet i Miasto Kraków)        | Muzyka                                             | L.U.C.                                                                            | Wygrana   | [ 58 ]        |
| 2024 | Fryderyki 2024                           | Utwór roku („Jesień – tańcuj”)                     | L.U.C. Rebel Babel Film Orchestra Kayah Dagadana Laboratorium Pieśni Tęgie Chłopy | Nominacja | [ 59 ]        |
| 2024 | Fryderyki 2024                           | Album roku muzyka filmowa, teatralna, ilustracyjna | L.U.C. Rebel Babel Film Orchestra                                                 | Wygrana   | [ 59 ]        |
| 2024 | Tarnowska Nagroda Filmowa                | Nagroda Publiczności                               | Hugh Welchman DK Welchman                                                         | Wygrana   | [ 60 ]        |
| 2024 | Tofifest                                 | Złoty Anioł w konkursie filmów polskich            | Hugh Welchman DK Welchman                                                         | Wygrana   | [ 61 ]        |